# Ламли-Сэвил, Джон, 8-й граф Скарборо
Джон Ламли-Сэвил, 8-й граф Скарборо (англ. John Lumley-Savile, 8th Earl of Scarbrough; 18 июля 1788 — 29 октября 1856) — британский пэр и политик. Он носил титул учтивости — виконт Ламли с 1832 по 1835 год.

## Происхождение и образование
Родился 18 июля 1788 года. Единственный сын Джона Ламли-Сэвила, 7-го графа Скарборо (1760—1835), пребенда Йоркского, младшего сына Ричарда Ламли, 4-го графа Скарборо, и Барбары, сестры и наследницы сэра Джорджа Сэвила, 8-го баронета. Его матерью была Энн Мэри Геринг (? — 1850), дочь Джулин Геринг. Он получил образование в колледже Святого Иоанна в Кембридже. В 1836 году он принял по королевскому разрешению дополнительную фамилию Сэвил.

## Политическая карьера
Виконт Ламли заседал в Палате общин Великобритании от Ноттингемшира (1826—1832) и Норт-Ноттингемшира (1832—1835). Лорд-лейтенант графства Ноттингемшир (1839—1856).
21 февраля 1835 года после смерти своего отца Джон Ламли унаследовал титулы 8-го графа Скарборо (Пэрство Англии), 8-го виконта Ламли (Пэрство Англии), 9-го виконта Ламли из Уотерфорда (Пэрство Ирландии) и 8-го барона Ламли из замка Ламли (Пэрство Англии), став членом Палаты лордов Великобритании.

## Семья
Лорд Скарбро никогда не был женат. Однако у него было пятеро внебрачных детей, четыре сына и одна дочь. Он завещал свое большое поместье в Раффорде, Ноттингемшир, своему второму сыну, капитану Генри Ламли (1820—1881), а после его смерти оно перешло к четвертому сыну, Августу Уильяму Ламли (1829—1887). После смерти последнего они были унаследованы старшим внебрачным сыном лорда Скарборо от женщины французского происхождения, Джоном Ламли-Сэвилем (1818—1896), который принял только фамилию Сэвил. Он был крупным дипломатом и получил титул барона Сэвила в 1888 году.
Лорд Скарбро скончался в октябре 1856 года в возрасте 68 лет, и ему наследовал графский титул его двоюродный брат Ричард Ламли, 9-й граф Скарборо.